# 김기석 (법조인)
김기석(金基錫, 1939년)은 제34대 대한민국의 법무부 차관을 역임한 법조인이다. 부인 신현우와 2남 1녀의 자녀가 있다.

## 생애
1939년 황해도 봉산군에서 태어나 수석 졸업한 서울고등학교와 서울대학교 법학과를 졸업하고 1963년에 치러진 제1회 사법시험에서 합격하여 검사에 임용된 김기석은 전주지방검찰청, 대전지방검찰청, 부산지방검찰청, 서울지방검찰청 등에서 검사로 재직하였다. 헌법재판관을 역임한 정경식, 대전고등검찰청 검사장 등을 역임한 이건개 등이 사법시험 동기다. 송종의 대검찰청 차장검사와 대학 및 사법시험 동기다. 대전지방검찰청 천안지청장 등을 역임한 정상림과 서울고등학교와 사법시험 동기다. 과묵하고 빈틈없는 업무처리의 원칙주의자로 알려졌다.
1985년 서울고등검찰청 검사에서 전격적으로 서울지방검찰청 형사부장에 발탁되었던 김기석은 부산지방검찰청 검사장으로 재직하던 1993년 5월 29일에 슬로머신 대부 정덕진의 검찰 내 비호세력 파문으로 사임한 신건 (법조인) 법무부 차관 후임으로 임명되었다.
검사로 재직하면서 대인관계가 원만한 두주불사형으로 말수가 적지만 한번 마음을 주면 변하지 않아 법조계 후배들에게 인기가 있었으며, 1987년  검사장으로 승진한 뒤에 서울시 강남구 개포동에 아파트를 마련하기까지 20년간 전셋집에서 사는 등 청빈 검사로 알려져 있다. 1993년 9월 공직자 재신 신고에서 김기석은 본인 명의로 서울시 우면동]] 임야 1,904제곱미터 71,780(만원) 개포동 58평 아파트 413,000(만원) 소나타 승용차 10,140(만원) 외환은행 등 2건 예금 71,551(만원) 골프 회원권 10,000(만원)을, 배우자 예금 및 주식 94,966(만원)을, 장남 예금 29,467(만원)으로 모두 588,049(만원)의 재산을 신고했다. 1993년 3월 공직자 재산 공개때 부인 명의의 재산으로 1500만원의 예금만 신고했던 김기석은 그해 9월 신고에서 예금, 주식 등 9500만원을 신고했다.
서울지방검찰청 강력부장으로 재직할 때 가정파괴 사범 단속에 남다른 힘을 기울였던 김기석은 대검찰청 감찰부장으로 재직할 때 대검찰청 강력부장이었던 유길선이 감사원 감사위원으로 옮기면서 1991년 10월 23일에 대검찰청 강력부장을 겸임했다.
법무부 차관으로 재직할 때인 1993년 11월 24일에 산업기술연수생 조정협의회 위원장을 맡아 국내에 불법 취업 중인 외국인 근로자 중에서 자진 신고한 1만 3천여명에 대해 12월 15일까지 강제 출국 시키기로 한 방침을 바꿔 출국을 유예하는 결정을 했다.
1993년 7월 29일에 공무원의 등록재산에 대한 심사, 공개 등을 관항하는 정부 공직자윤리위원회 위원으로 선정되었으며, 법원조직, 법관인사, 재판업무 등 사법제도 개편안을 논의할 사법제도발전위원회가 1993년 11월 3일 출범하면서 대법원에 의해 위원으로 위촉되어 법무부 차관과 겸직하였다.
국무총리 산하 행정심판위원회 위원장을 겸직하며 법제처 장관으로 재직하던 1996년 5월 16일에 모교인 서울고등학교에서 1일 교사를 하며 '그 자리에 없어서는 안될 사람'이라는 주제로 특강을 했다. 행정심판위원회 위원장으로 있으면서 1980년 해직 언론인 118명(대표 고승우 등 3명)이 공보처 장관을 상대로 낸 행정심판 청구를 3차례에 걸쳐 심리 일정을 연기했다.
OECD 대사 임명에 따른 부분 개각을 단행할 것이라고 이수성 국무총리가 밝힌 날 서울대학교 근대 법학교육 100주년 기념관 준공식 참석을 마지막으로 법제처 장관에서 물러난 김기석은 1997년 5월 15일에 서울시 서초구 반포동 삼보신용금고빌딩 703호에 김기석 법률사무소를 개설했다.

## 경력
- 부산지방검찰청 공안부장
- 서울고등검찰청 검사
- 부산고등검찰청 차장검사
- 서울고등검찰청 차장검사
- 서울지방검찰청 형사3부 부장
- 대구지방검찰청 차장검사
- 1988년 8월 25일 ~ 1990년 3월 26일 제34대 제주지방검찰청 검사장
- 대검찰청 감찰부장
- 1991년 10월 23일 대검찰청 강력부장
- 1993년 3월 17일 ~ 1993년 5월 30일 제34대 부산지방검찰청 검사장
- 1993년 5월 31일 ~ 1994년 9월 15일 제34대 법무부 차관
- 1993년 11월 3일 사법발전위원회 위원
- 1994년 9월 16일 ~  1994년 12월 23일 서울고등검찰청 검사장[24]
- 1994년 12월 24일 ~ 1996년 12월 19일 법제처 장관